# Jens Henrik Jensen
Jens Henrik Jensen (* 6. Mai 1963 in  Søvind bei Horsens) ist ein dänischer Journalist und Kriminalautor. Sechs Bücher seiner „OXEN-Reihe“ erschienen ab 2018 in deutscher Übersetzung.

## Leben
Jensen machte das Abitur 1982 an der Horsens Statsskole und studierte bis zu seinem Abschluss 1987 an der Dänischen Schule für Medien und Journalismus.
Er arbeitete 25 Jahre als Journalist in verschiedenen Funktionen für die Tageszeitung JydskeVestkysten in Esbjerg und schrieb zudem Kriminalromane.
Sein Debütroman Wienerringen erschien 1997. Seit 2015 widmet er sich ganz dem Schreiben von Büchern und gewann 2017 den Danish Crime Award. Den größten Erfolg hatte er mit der „Danehof-Trilogie“ um den Kriegsveteranen Niels Oxen und die einbeinige Agentin des dänischen Sicherheitsdienstes Margrethe Franck. Die Trilogie erschien als Übersetzung in 14 Staaten, die Filmrechte verkaufte Jensen an die SF Studios in Kopenhagen.
Jensen lebt mit seiner Frau und zwei Söhnen in Horsens.

## Werke
- Wienerringen. Borgens Forlag, Kopenhagen 1997 (Neuauflage, Politikens Forlag, Kopenhagen 2017, ISBN 978-87-400-1623-9).

### Kazanski-Trilogie
- Kællingen i Kraków. Politikens Forlag, Kopenhagen 1997, ISBN 87-400-1615-3.
  - East. Welt ohne Seele. Aus dem Dänischen von Ulrich Sonnenberg, dtv, München 2022, ISBN 978-3-423-22024-8.
- Hofnarren i Murmansk. Politikens Forlag, Kopenhagen 1999, ISBN 87-567-0755-X.
  - East. Aus tiefem Grund. Aus dem Dänischen von Ulrich Sonnenberg, dtv, München 2023, ISBN 978-3-423-21868-9.
- Ulven i Banjy Luka. Politikens Forlag, Kopenhagen 2002, ISBN 87-567-0772-X.
  - East. Jagd im Zwielicht. Aus dem Dänischen von Ulrich Sonnenberg, dtv, München 2024, ISBN 978-3-423-21875-7.

### Portland-Trilogie
- Økseskibet. Politikens Forlag, Kopenhagen 2004, ISBN 87-400-3006-7.
  - Das Axtschiff. Ein Nina-Portland-Thriller. Aus dem Dänischen von Christel Hildebrandt. Piper, München 2006, ISBN 3-492-04804-8.
  - Überarbeitete Neuausgabe unter dem Titel SØG: Dunkel liegt die See. Aus dem Dänischen von Christel Hildebrandt. dtv, München 2021, ISBN 978-3-423-21951-8.
- Kulmanden. Politikens Forlag, Kopenhagen 2007, ISBN 978-87-400-3008-2.
  - Der Kohlenmann. Ein Nina-Portland-Thriller. Aus dem Dänischen von Ulrich Sonnenberg. Piper, München 2008, ISBN 978-3-492-05195-8.
  - Überarbeitete Neuausgabe unter dem Titel SØG: Schwarzer Himmel. Aus dem Dänischen von Ulrich Sonnenberg. dtv, München 2021, ISBN 978-3-423-21979-2.
- Spøgelsesfangen. Politikens Forlag, Kopenhagen 2010, ISBN 978-87-567-0206-5.
  - Søg: Land ohne Licht. Aus dem Dänischen von Justus Carl. dtv, München 2022, ISBN 978-3-423-22002-6.

### Oxen-Reihe
- OXEN. De hængte hunde. Politikens Forlag, Kopenhagen 2012, ISBN 978-87-400-3207-9.[6]
  - OXEN. Das erste Opfer. Aus dem Dänischen von Friederike Buchinger. dtv, München 2018, ISBN 978-3-423-21765-1.
- OXEN. De mørke mænd. Politikens Forlag, Kopenhagen 2014, ISBN 978-87-400-3208-6.
  - OXEN. Der dunkle Mann. Aus dem Dänischen von Friederike Buchinger. dtv, München 2018, ISBN 978-3-423-26179-1.
- OXEN. De frosne flammer. Politikens Forlag, Kopenhagen 2016, ISBN 978-87-400-4218-4.
  - OXEN.  Gefrorene Flammen. Aus dem Dänischen von Friederike Buchinger. dtv, München 2018, ISBN 978-3-423-26180-7.
- OXEN. Lupus. Politikens Forlag, Kopenhagen 2018, ISBN 978-87-400-4149-1.
  - OXEN. Lupus. Aus dem Dänischen von Friederike Buchinger, dtv Verlagsgesellschaft, München 2020, ISBN 978-3-423-26243-9.
- OXEN. Gladiator. Politikens Forlag, Kopenhagen 2021, ISBN 978-87-400-7278-5.
  - OXEN. Noctis. Aus dem Dänischen von Friederike Buchinger, Verlagsgesellschaft, München 2022, ISBN 978-3-423-26324-5.
- OXEN. Pilgrim. Politikens Forlag, Kopenhagen 2023, ISBN 978-87-400-7516-8.
  - OXEN. Pilgrim. Aus dem Dänischen von Friederike Buchinger und Ricarda Essrich, dtv Verlagsgesellschaft, München 2024, ISBN 978-3-423-26394-8.